# Eulampiusz
Eulampiusz – imię męskie pochodzenia greckiego, składające się z członów eu – "dobrze" i lampē – "światło", mogące oznaczać "jasno świecący, świetlisty". 
Eulampiusz imieniny obchodzi 10 października, w dzień wspomnienia św. Eulampiusza z Nikomedii, wspominanego wraz z siostrą, św. Eulampią. 
Żeński odpowiednik: Eulampia.
Odpowiedniki w innych językach:
- język grecki – Eulampios
- język rosyjski – Jewłampij (Евлампий)
- język włoski – Eulampio

Znane osoby noszące imię Eulampiusz:
- Mitrofan, właśc. Jewłampij Władimirowicz Rusinow (1881—1938) — rosyjski biskup prawosławny